# Ибодулло Файзуллоев
Ибодулло Файзуллоев (тадж. Ибодуллоҳ Файзуллоев; 12 апреля 1935 — 16 октября 2003) — советский писатель, журналист, общественный и государственный деятель. Член Союза писателей (1974) и Союза журналистов Таджикистана.

## Биография
Ибодулло Файзуллоев родился 12 апреля 1935 года, в посёлке Чоркух, Исфаринского района в семье служащего. УДТ (1959 г.), Высшая партийная школа при партии КМ КПСС (1977). Сотрудник газеты «Тоҷикистони Советӣ» (1959—1963), редактор газеты «Комсомоли Тоҷикистон» (1963—1965), секретарь КМ ЛКСМ Таджикистана (1965—1969), заместитель заведующего отделом культуры КМ ПК Таджикистана (1969—1975), редактор газеты «Тоҷикистони Советӣ» (1977—1979), заведующий отделом культуры КМ ПК Таджикистана (1979—1981), в 1981 секретарь ИМ Таджикистана. Редактор газеты «Паёми Душанбе» до конца жизни.

## Творчество
Его произведения выходят в печать с 1957 года. Им были опубликованы книги «Ба сӯйи нур» (1966), «Садоқат» (1967), «Гулхани дӯстӣ» (1969), «Падарон ва фарзандон» (1971), «Дур аз фронт» (1973,) «Остони баланд» (1974), «Қиссаи бешаи сабз» (1977), «Борони баҳор» (1979), «Савганд» (1983), «Қарзи фарзандӣ» (1985), «Кӯҳи панҷум» (1996). Впоследствии его произведения были переведены на русский, украинский, белорусский и узбекский. Он перевёл на таджикский язык произведения С. Ахмада, Г. Бакланова, Л. Ленча, С. Зунуновой, И. Ракши, драмы А. Худжаева «Андро и Сандро». Создавал литературные образы М. Турсунзоды, М. Каноат, Р. Гамзатова, Р. Рождественского, А. Олимxонова, А. Шукӯҳӣ, Ғ. Ғулома и других.

## Награды, премии
- Медаль «За отличие в охране государственной границы СССР»
- Медаль «За доблестный труд. В ознаменование 100-летия со дня рождения Владимира Ильича Ленина» (1970)
- Почётная грамота Президиума Верховного Совета Республики Таджикистан.